# Zainab Salbi
Zainab Salbi, arabsky زينب سلبي (* 24. září 1969 Bagdád ) je irácko americká aktivistka za práva žen, spisovatelka, moderátorka televizních pořadů a podcasterka. Je spoluzakladatelkou fondu a hnutí Daughters for Earth (Dcery pro zemi), v němž dcery po celém světě přicházejí s klimatickým řešením na ochranu a obnovu matky země. Je také spoluzakladatelkou neziskové organizace Women for Women International, která pomáhá ženám postiženým sexuálním násilím a válečnými konflikty. Moderovala různé televizní pořady o problémech týkajících se žen, od roku 2022 moderovala podcast Redefined.
Ve svých pamětech z roku 2005 Between Two Worlds: Escape from Tyranny: Growing Up in the Shadow of Saddam (Mezi dvěma světy: Útěk před tyranií: Dospívání ve stínu Saddáma) vypráví o svém dětství a dospívání. Narodila se v Bagdádu, její otec se později stal osobním pilotem Saddáma Husajna. Aby se dostala z blízkosti Husajna, který jí začal projevovat nežádoucí pozornost, zařídila jí rodina sňatek a emigraci do Spojených států amerických. S manželem, který ji zneužíval, se v USA rozvedla a začala se věnovat humanitární činnosti. Je autorkou knihy literatury faktu The Other Side of War: Women's Stories of Survival & Hope (Druhá strana války: Příběhy žen o přežití a naději), která dokumentuje příběhy žen, jež válku přežily.
V září 2023 obdržela Zainab Salbi ocenění Time100 Impact Award.

## Mládí a studia
Salbi je muslimka narozená v roce 1969 v iráckém Bagdádu, kde vyrůstala se svým mladším bratrem. Matka byla učitelkou biologie a otec byl pilotem letecké společnosti. Když bylo Salbi 11 let, stal se její otec osobním pilotem Saddáma Husajna, který pak rodinu pravidelně navštěvoval v jejich domě, když byl prezidentem Iráku. Během jejího dětství probíhala íránsko-irácká válka, včetně raketových útoků na Bagdád. Salbi studovala jazyky na irácké univerzitě.
V roce 1990, když jí bylo 20 let, poté co se o ni začal Husajn příliš zajímat, dohodla rodina její sňatek a emigraci do Spojených států amerických. Manžela opustila poté, co ji začal zneužívat, ale kvůli začátku války v Perském zálivu se nemohla vrátit do Iráku. Přestěhovala se do Washingtonu, D.C., pracovala jako překladatelka a později se znovu provdala za palestinsko-amerického právníka Amjáda Atalláha. V roce 1996 získala americké občanství a dokončila bakalářský titul v oboru sociologie a ženská studia na George Mason University. V roce 2001 získala magisterský titul v oboru rozvojových studií na London School of Economics.

## Profesní život
Během studií na George Mason University se Salbi dozvěděla o systematickém znásilňování žen během bosenské války. V roce 1993 založila spolu s manželem organizaci Women for Women International. Zpočátku se zaměřovala na podporu žen v Bosně a Hercegovině a Chorvatsku, v roce 2003 se program rozšířil na Irák. Salbi vedla organizaci až roku 2011, během této doby její humanitární a rozvojové aktivity pomohly 315 000 žen a rozdělily přes 108 milionů dolarů v přímé pomoci a mikroúvěrech. Women for Women International se zaměřila na 185 zemí, mezi než patřily Afghánistán, Bosna, Demokratická republika Kongo, Kosovo, Nigérie, Rwanda, Súdán a Irák.

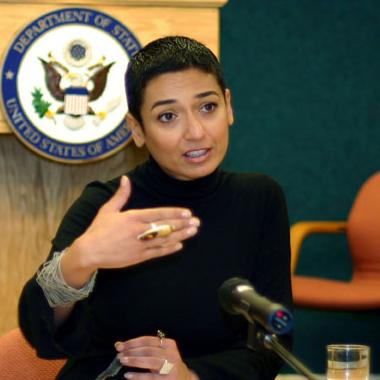
V New Yorku v roce 2005

Salbi je aktivistka, která hovoří o sexuálním násilí v různých konfliktech. Opakovaně byla hostem pořadu The Oprah Winfrey Show, kde hovořila o práci organizace Women for Women International. V roce 2006 byla organizaci udělena Hiltonova humanitární cena ve výši 1,5 milionu dolarů.
V roce 2015 uvedla na TLC Arabia The Nida'A Show, v jejímž prvním díle se objevila Oprah Winfrey. Pořad se vysílal ve 22 zemích Blízkého východu a severní Afriky a zaměřoval se na arabské a muslimské ženy. V reakci na svou televizní práci byla Salbi nazývána „Oprah Blízkého východu“ a „Hlasem Arábie“. V roce 2016 spustila původní dokumentární seriál The Zainab Salbi Project, v němž se zabývala sociálními tématy z různých částí světa. V únoru 2018 začala moderovat pořady televize PBS #MeToo, Now What?. Pětidílný seriál zkoumal, jak by mohlo dojít k pozitivní změně po následcích hnutí MeToo, a zabýval se genderovými, rasovými a společenskými otázkami. V roce 2018 moderovala pořad Through Her Eyes with Zainab Salbi, který se zaměřoval na globální problémy ovlivňující ženy.
Salbi je autorem pamětí Between Two Worlds: Escape from Tyranny: Growing Up in the Shadow of Saddam (Mezi dvěma světy: Útěk před tyranií: Dospívání ve stínu Saddáma), která popisuje její dětství, blízkost její rodiny Saddámu Husajnovi, domluvený sňatek, útěk z Iráku do Spojených států, zneužívání v manželství a začátek její humanitární kariéry. Je také autorkou knihy literatury faktu z roku 2006 The Other Side of War (Druhá strana války), která dokumentuje příběhy žen, jež prošly válečnými konflikty a uspěly ve vedení společnosti nebo v podnikání, a knihy Freedom Is an Inside Job (Svoboda je vnitřní práce) z roku 2018.
V roce 2022 se připojila k online platformě FindCenter zaměřené na mindfulness a spiritualitu a začala moderovat podcast Redefined. V únoru téhož roku spoluzaložila organizaci Daughters for Earth. Organizace vytvořila poradní radu složenou z odbornic z Ugandy, Egypta, Ekvádoru, Indonésie a dalších zemí a pověřila je rozdělením 1 milionu dolarů mezi iniciativy vedené ženami zdola, které se zaměřují na ozdravné a obnovitelné inovace.

## Ocenění
V roce 1995 ji za humanitární činnost vyznamenal prezident Bill Clinton v Bílém domě a označil ji za „hrdinku 21. století“. V roce 2005 obdržela cenu Trailblazer časopisu Forbes. V roce 2011 ji deník The Guardian za roli při založení organizace Women for Women International zařadil mezi 100 nejlepších aktivistek a účastnic kampaní a časopis Foreign Policy mezi 100 globálních myslitelek světa. V roce 2012 se stala ženou roku společnosti Barclays. Časopis Fortune ji v roce 2014 označil za jednu z nejvlivnějších žen na Twitteru a upozornil na její humanitární činnost zaměřenou na ženy. Gulf Business ji v roce 2019 zařadil mezi 100 nejvlivnějších Arabů a zdůraznil její roli ve vedení organizace Women for Women International. V září 2023 získala ocenění Time100 Impact Award.

## Publikace
- Between Two Worlds: Escape from Tyranny: Growing Up in the Shadow of Saddam, 2005, ISBN 9781592401567
- Hidden in plain sight: growing up in the shadow of Saddam, London: Vision, 2006. ISBN 9781904132974
- The Other Side of War: Women's Stories of Survival & Hope Washington, D.C: National Geographic, 2006. ISBN 9780792262114
- If You Knew Me You Would Care New York: PowerHouse Books, 2012. ISBN 9781576876190
- Freedom Is an Inside Job: Owning Our Darkness and Our Light to Heal Ourselves and the World, Sounds True, Incorporated, 2018. ISBN 9781683641773